# 中山市东区中学
中山市东区中学，位于广东省中山市东区孙文东路（高中）及小鳌溪村（初中），是一所包含初中与高中的公办完全中学。
现东区中学在于1999年由原“东区中学”（初中）、“东区高中”、“东区职业高中”等三所中学合并，现任校长为李剑夫。
原东区中学旧址位于小鳌溪村，1999年起搬迁至位于孙文东路的新校，原址改为东区鳌溪小学（后改为东区小学）；
2009年因应发展需要，东区中学初中部迁回小鳌溪原校址办学，东区小学迁往新址并改为东区朗晴小学。形成现在一校两部分开办学的格局。